# Centraal-Afrikaanse Douane- en Economische Unie
De Centraal-Afrikaanse Douane- en Economische Unie (of UDEAC naar haar Franse naam Union Douanière et Économique de l’Afrique Centrale) was een organisatie van Centraal-Afrikaanse staten die als doel had om een gemeenschappelijke markt te vormen, met een gemeenschappelijk industriebeleid en het gelijktrekken van bepaalde belastingen. Ze werd bij een verdrag van 8 december 1964 opgericht tussen de vier landen van het voormalige Frans-Equatoriaal-Afrika die al sinds 1957 een douane-unie vormden (Centraal-Afrikaanse Republiek, Tsjaad, Congo-Brazzaville en Gabon) aangevuld met Kameroen. De unie werd in 1999 opgeheven en opgevolgd door het eerder opgerichte CEMAC (Communauté Économique et Monétaire de l'Afrique Centrale), dat ook een monetaire unie is.
Het lidmaatschap van verschillende landen wisselde. Tsjaad trad in 1968 uit de unie en de Centraal-Afrikaanse Republiek ook voor korte tijd. En in 1984 trad Equatoriaal-Guinea toe.